# Evangelische Kirche (Müllenbach)

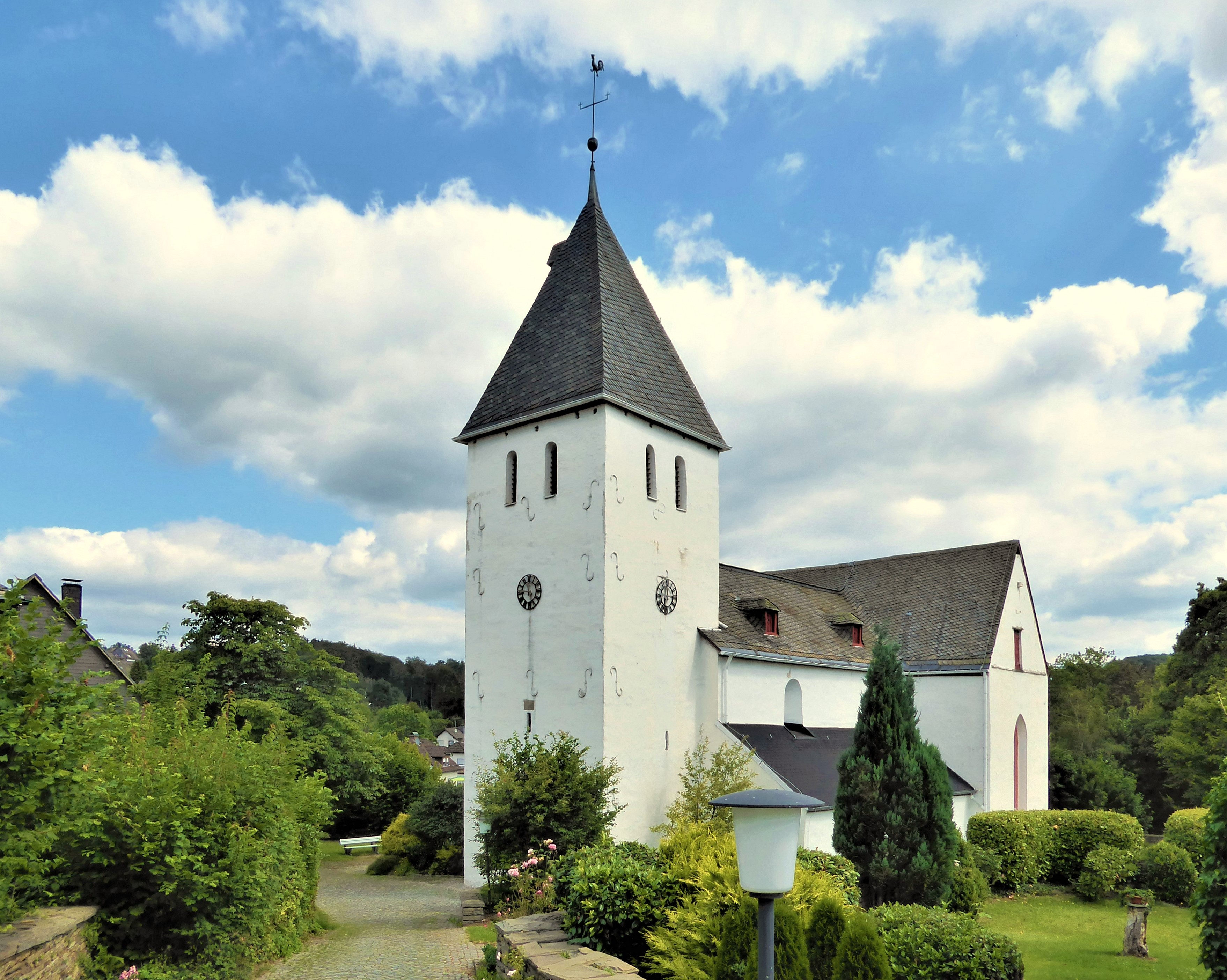
Wehrkirche Müllenbach

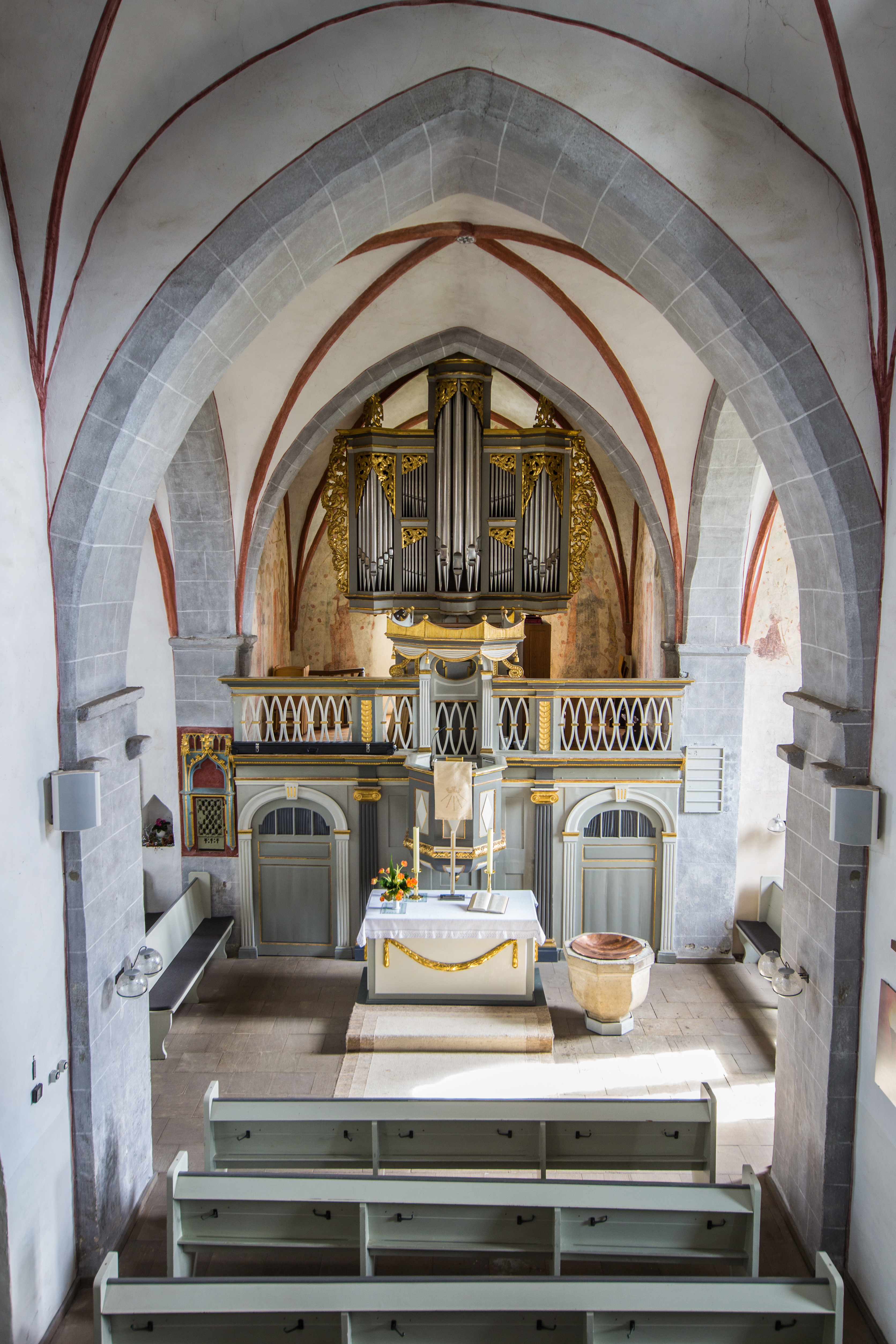
Kanzelaltar und Orgelprospekt

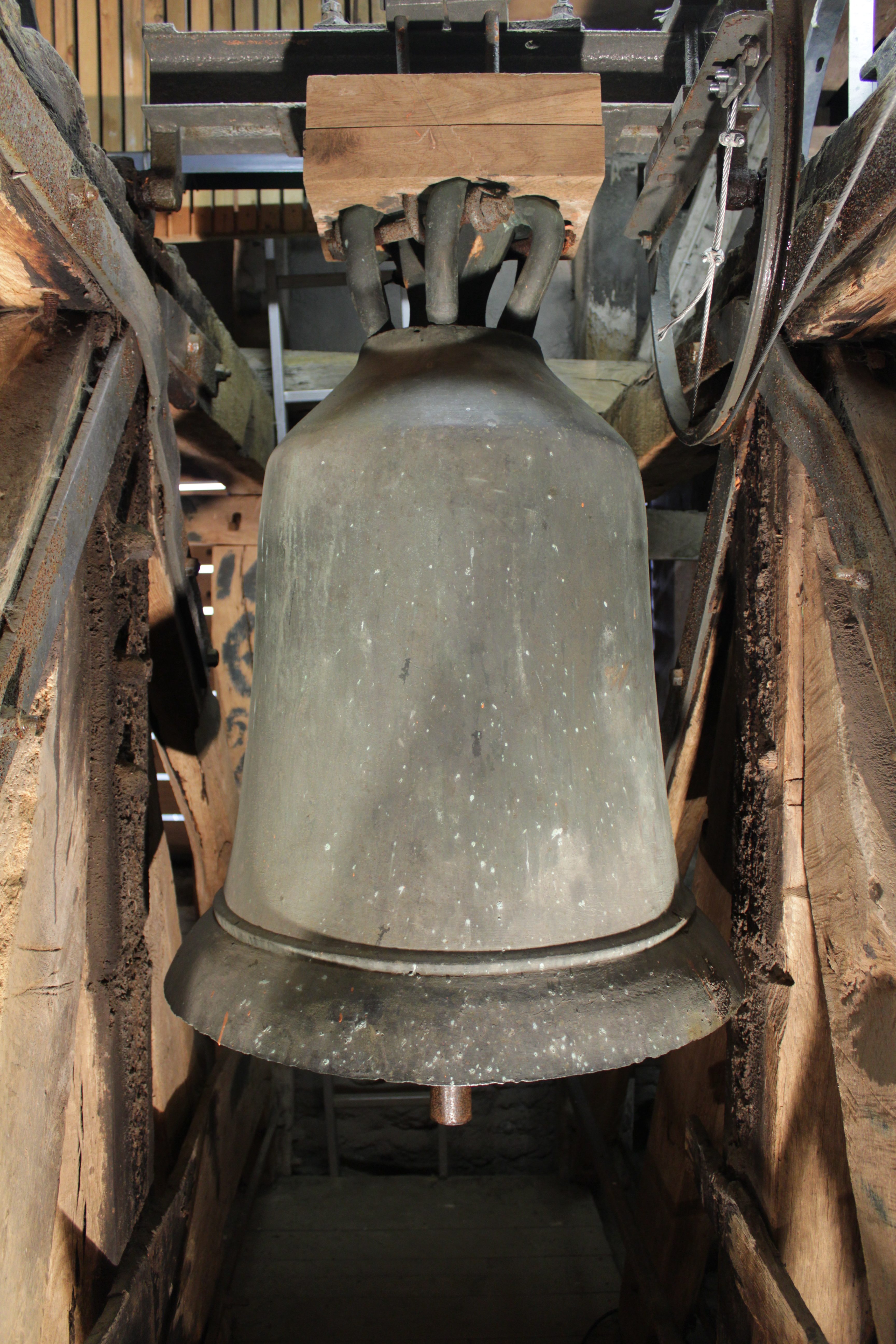
Romanische Vaterunserglocke

Die evangelische Kirche in Müllenbach, einem Ortsteil der Gemeinde Marienheide im Oberbergischen Kreis in Nordrhein-Westfalen, ist in ihrer westfälisch-sächsischen Bauart eine Wehrkirche alter Art, in der die Menschen aus dem Dorf und der Umgebung bei Not und kriegerischen Ereignissen Zuflucht suchten. Von Form und Baustil her handelt es sich um eine dreischiffige romanische Kleinbasilika, wobei der Grundriss die typische Form eines Kreuzes zeigt. Die Kirchengemeinde Müllenbach-Marienheide gehört zum Kirchenkreis An der Agger in der Evangelischen Kirche im Rheinland.

## Geschichte
Vorgänger dieser Kirche soll eine einfach Bet- und Taufkapelle gewesen sein, die in Fachwerkbauweise errichtet wurde und mit Holzschindeln bedeckt war. Sie könnte zwischen 800 und 900 entstanden, aber auch erst erbaut worden sein, als das Gebiet der heutigen Gemeinde Marienheide etwa ab 1050 von Mönchen des St.-Severinsstifts zu Köln missioniert wurde. Nachdem die umliegende Besiedelung dichter und die Zahl der Gläubigen größer geworden war, ist das alte Gebäude abgerissen worden und an derselben Stelle ein Kirchenneubau in massiver Bauweise entstanden. Dieser soll in ihrem ersten Bauabschnitt bis zirka 1097 fertiggestellt worden sein. Einige Jahrzehnte später hat man an der Westseite den Kirchturm angebaut. Im 12. Jahrhundert folgte der Anbau schmaler Seitenschiffe, die mit dem Hauptschiff durch Arkaden verbunden sind.
Ebenfalls in dieser Epoche wurde Müllenbach zur selbständigen Pfarrei mit eigenem Pfarrer, Kirchhof und Taufbecken erhoben. Eine neuerliche Erweiterung gab es 1540, als ein im gotischen Baustil errichtetes Querschiff die Kirche vergrößerte.

## Innenraum
Das Innere der Kirche ist, wie bei den weiteren Bonten Kerken in Wiedenest und Lieberhausen auch, mit farbigen Wandmalereien versehen, die aber in ihrer Quantität und Pracht nicht an die der Lieberhausener Kirche heranreichen. Als weitere Besonderheit sind die Glocken zu nennen, unter denen die wegen ihrer besonderen Form Zuckerhutglocke genannte aus dem 12. Jahrhundert stammt und als älteste Glocke im Oberbergischen gilt. Der achteckige Taufstein ist aus Drachenfels-Trachyt gefertigt, den man einst in mühseliger Transportarbeit aus dem Siebengebirge herankarrte.
In den 1990er Jahren ist die Kirche mit Hilfe großzügiger Spenden saniert worden.